# Tornedalen

La bandiera del Meänmaa.

Con i termini Tornedalen (in svedese), Tornionlaakso o Tornionjokilaakso (in finlandese) o Meänmaa (in meänkieli), si indica una regione geografica della Lapponia situata lungo i fiumi Torne älv e Muonionjoki, e oggigiorno rappresentata dal confine tra la Svezia e la Finlandia in Lapponia.
La regione comprende, nella parte svedese, i comuni di Haparanda, Övertorneå, Pajala e Kiruna, e nella parte finlandese i comuni di Tornio, Ylitornio, Pello, Kolari, Muonio ed Enontekiö. La maggior parte della regione si estende all'interno del Circolo polare artico, tranne le città di Haparanda/Tornio e Övertorneå, che ne giacciono al di sotto.
La regione viene chiamata anche con il termine Meänmaa ("la nostra terra" in lingua meänkieli) ed è fornita di una propria bandiera, il Meänmaa flaku. Disegnata dagli artisti Bengt Pohjanen e Herbert Wirlöf, è un tricolore giallo, bianco e blu, costituito cioè dai colori della bandiera svedese e finlandese messi in orizzontale, sì che il giallo rappresenti la Svezia, il blu la Finlandia, e il bianco il fiume Torne älv che ne rappresenta il confine.

## Storia

Mappa del Meänmaa

La zona è caratterizzata da insediamenti stabili fin dal XI secolo, ma già prima era densamente popolata. Allevamento di renne e pesca costituiscono da sempre l'economia principale del territorio, e anche l'agricoltura ha prosperato, grazie ai prati resi fertili dai fiumi. Dal XVI secolo sono presenti molti centri di commercio, come l'isola di Oravaisensaari (Vojakkala). Oggi il centro principale è Haparanda (Tornio sulla parte finlandese).
Nel 1736 l'Accademia francese delle scienze promosse una missione per misurare la forma esatta della terra (Expéditions géodésiques françaises). Alcuni scienziati vennero mandati in Ecuador, gli altri nel Meänmaa per effettuare misurazioni vicino al Circolo polare artico.
La spedizione era guidata da Pierre Louis Maupertuis e vi aderì anche Anders Celsius. Il team arrivò a Tornio il 19 giugno 1736 e stabilirono la base nella chiesa di Tornio. Dalla torre della chiesa, misurarono un arco meridiano che arrivava fino alla collina di Kittisvaara, a nord, di circa un grado di lunghezza (circa 111 km). Misurando la lunghezza dell'arco, la squadra di Maupertuis riuscì a dimostrare che la terra è appiattita ai poli, come aveva teorizzato Isaac Newton. La missione terminò il 10 giugno 1737, quando la squadra rientrò in Francia.
La missione fu anche un'occasione per conoscere e descrivere la natura e la cultura della Lapponia del Settecento, ampiamente descritte nel libro di Maupertuis e Réginald Outhier.
Entrambe le sponde finlandesi e svedesi del Tornio fino al 1809 appartenevano alla Svezia e come tale costituivano e costituiscono ancora oggi un'unica entità culturale. Tuttavia, appartenendo ciascuna a una nazione diversa, le due zone sono state influenzate dal paese a cui appartengono, mantenendo comunque elementi tradizionali. 
Molti dei villaggi e delle città sorgono costruiti lungo il fiume, e alcuni di questi furono divisi a metà quando la Finlandia venne ceduta alla Russia nel 1809. 
Nel 1981 fu fondata la Svenska Tornedalingars Riksförbund – Tornionlaaksolaiset (SRT-T), un'associazione che tutela il patrimonio linguistico e culturale del Meänmaa e che costituisce un organo di riferimento del governo in materia di minoranza linguistica. L'obiettivo è di promuovere e rafforzare l'identità della minoranza e lo sviluppo culturale. Anche per questo nel 1986 fu fondato a Pajala il primo teatro bilingue della regione.

## Lingua
Nella parte svedese, il finlandese era la lingua maggiorataria fino al XX secolo. Oggi i parlanti finnici sono diminuiti drasticamente, a causa dell'influenza svedese e dell'insegnamento nelle scuole. La maggior parte della popolazione è ormai madrelingua svedese.
Il dialetto locale è il meänkieli, una lingua finnica che oggi è ufficialmente riconosciuta dalla Svezia. Le persone che parlano questa lingua vengono definiti Tornedaliani. Il bacino linguistico originario tuttavia era più grande rispetto alla valle del Tornio e si estende fino a Gällivare.